# Cantonul Hirson
Cantonul Hirson este un canton din arondismentul Vervins, departamentul Aisne, regiunea Picardia, Franța.

## Comune
- Bucilly
- Buire
- Effry
- Éparcy
- La Hérie (Landherie)
- Hirson (reședință)
- Mondrepuis
- Neuve-Maison
- Ohis
- Origny-en-Thiérache
- Saint-Michel
- Watigny
- Wimy